# 小島優花
小島 優花（こじま ゆか、1992年4月8日 - ）は、日本のAV女優。

## 略歴・人物
2011年にデビューしたIカップの爆乳AV女優である。星海レイカと同一。

## アダルトビデオ
2011年
- 担任の爆乳は一見にしかず 18 Hカップ100cm ゆうか先生（7月22日、チェリーズ）
- Boin「小島優花」Box（8月1日、ABC/妄想族）
- スケベな親子がエッチなゲーム一転知らずに近親相姦 父親なら娘の裸当ててみて! 美人姉妹スペシャル パート3（8月6日、ROCKET）
- 立てば芍薬 座れば牡丹 歩く姿は百合の花（8月13日、E-BODY）
- 100cmGカップ淫乱巨乳とフェチ性交（8月25日、オーロラプロジェクト）
- 素人援交生中出し 117（8月31日、プラム）
- 優しい淫語と寸止めヌルヌル手コキ 20人（9月1日、グローリークエスト）出演:木下若菜、小出遥、山本沙良、小坂めぐる、松すみれ、鈴香音色、神崎レオナ、近澤まゆみ、森ななこ、つるのゆう、葉月奈穂、琥珀うた、若菜あゆみ、沢村麻耶、朝香美羽、七瀬ゆい、来栖ひなた、優木ひかる、結城みさ
- ど素人コレクション 第2号 東京お台場バーベキュー編（9月1日、プレステージ）出演:石川里菜、早瀬麻衣、他
- 麗しの巨乳若妻。（9月1日、光夜蝶）
- 俺の彼女は兄貴のムスメ（9月1日、胸キュン喫茶）※「ふたば」名義
- 天然巨乳をウリにする素人娘 6（9月13日、プレステージ）
- クラスで一番巨乳な優等生（9月15日、アイズム）
- フェラチオ上手なJK II お口使いの上手な女子校生たち（10月19日、GLAY’z IMPACT）共演:しずく、高城みくり、瑠菜、初芽里奈、若菜亜衣、玉木純子、篠田ゆう、長谷川聖那、小咲みお、天宮まりる、町田みなみ、桜りお、西園けい、他6名
- 禁断姦係II 近親相姦な女子校生（11月7日、GLAY’z IMPACT）共演:玉木純子、杉原あゆ、広末希未、若菜亜衣
- 素人ギャルに濃厚キスして手こきして抜いてもらいました（11月7日、GLAY’z IMPACT）共演:秋本ゆいか、安室美貴、神木なな、斉藤らむ、名倉瞳、広末希未、藤咲れん、前田彩七、天宮まりる、菅野由紀、高沢沙耶、西園けい、紺野渚、七瀬みらい、葵まりあ、上戸みなみ、新城美稀、天瀬ゆい、島村菜々、野々宮ヒカル、三橋ひより、他8名
- 授乳手コキ10連射（11月18日、映天）共演:南レイ、星山里穂、森野いづみ、辻井美穂、響まゆ、愛内ゆう、北川瞳、小出遥、他1名
- 僕の義理の妹、姉、娘はお口を使ってザーメンを抜いてくれる（11月25日、ハヤブサ）共演:長澤あずさ、竹内りな、大堀香奈、大島みなみ、高沢沙耶、高橋怜奈、小倉もも、星野あいか、河瀬リナ、優希みく、宮村恋、早坂愛梨、結城みさ、小坂めぐる、堀口奈津美、あすかみみ、浅見友紀、横山みれい、桃井早苗、まりか、しずく、牧野絵里、松井めぐみ、他4名
- 男性専用車両痴漢路線バス（12月15日、グローリークエスト）共演:のはらももか、小峰ひなた
- 巨乳素人ハメ撮り図鑑 5 「今日って…、スルよね?」（12月23日、スリージー）共演:瀬戸ありさ
- BBB BIG BOOBS BUTT（12月26日、メディア総販ソレイル）

2012年
- 主婦と下着泥棒（1月7日、マドンナ）
- ADが隠し持っていた隠し撮り秘蔵映像 4時間（2月3日、映天）共演:希本なつ美、椎名みくる、南レイ、森野いづみ、及川はるな、辻井美穂、北川瞳
- スク水H 35（2月3日、クリスタル映像）
- 馬乗りパイズリ挟射マウントポジション!! 2（3月2日、映天）共演:JULIA、橘なお、木咲美琴、愛内ゆう、辻井美穂、南レイ、希本なつ美、栗崎紗理奈、有永すずか
- 舐めまくり★手こき（5月25日、ハヤブサ）共演:あかね風香、岸みのり、月城愛子、坂下まい、若菜亜衣、石川里菜、杉原あゆ、陽菜、玉木純子、成美雪菜、星川なつ、初春さくら、中川純、山城美緒、しずく、小咲みお、椎名ひかる、眞木あずさ、真木今日子、愛原さえ、桜井里緒菜、さとう遥希、初芽里奈、松金あいり
- ご奉仕◆手こき（8月25日、ハヤブサ）共演:月本衣織 田中志乃 藤原ひとみ 白石なお 杉原あゆ 小島優花 さとう遥希 ありさ 前田優希 桜りお 宮坂レイア